# Jean Lhermitte
Jacques Jean Lhermitte (20. ledna, Mont-Saint-Père, Aisne, Francie 1877 – 24. ledna 1959, Paříž) byl francouzský neurolog a neuropsychiatr.

## Život
Byl synem Léona Augustina Lhermitta, francouzského realistického malíře. Navštěvoval školu v Saint-Étienne. Roku 1907 úspěšně absolvoval studia medicíny v Paříži. Specializoval se na neurologii, pracoval převážně v oborech nervových onemocnění a psychiatrie. Byl předsedou nadace Dejerine a uznávaným lékařem v prestižních francouzských nemocnicích (Hospice Paul Brousse, vedoucím kliniky v Hôpital de la Salpêtrière).
Během první světové války studoval onemocnění páteře a začal se zajímat o neuropsychiatrii. Snažil se pochopit různé stavy lidské mysli. Některé své knihy psal ve stavu halucinace. Byl hluboce věřícím člověkem. Snažil se prozkoumat souvislostí mezi teologií a lékařstvím. Publikoval i studie na téma stigmata a posedlost ďáblem. Některé dnešní lékařské symptomy nesou jeho jméno.

## Dílo
- Les techniques anatomo-pathologiques du système nerveux (1914)